# Иванов-Шиц, Илларион Александрович
Илларио́н Алекса́ндрович Ивано́в-Шиц (28 марта 1865, c. Михайловка, Воронежская губерния — 7 декабря 1937, Москва) — русский и советский архитектор. Мастер стиля модерн, Иванов-Шиц разработал собственный узнаваемый почерк на основе венского сецессиона и греческой классики. Работал в Москве, строил преимущественно банковские и общественные здания (больницы, учебные заведения, народные дома). В советский период, среди прочего, перестроил Большой Кремлёвский дворец под зал заседания Верховного Совета.

## Биография

### Начало карьеры

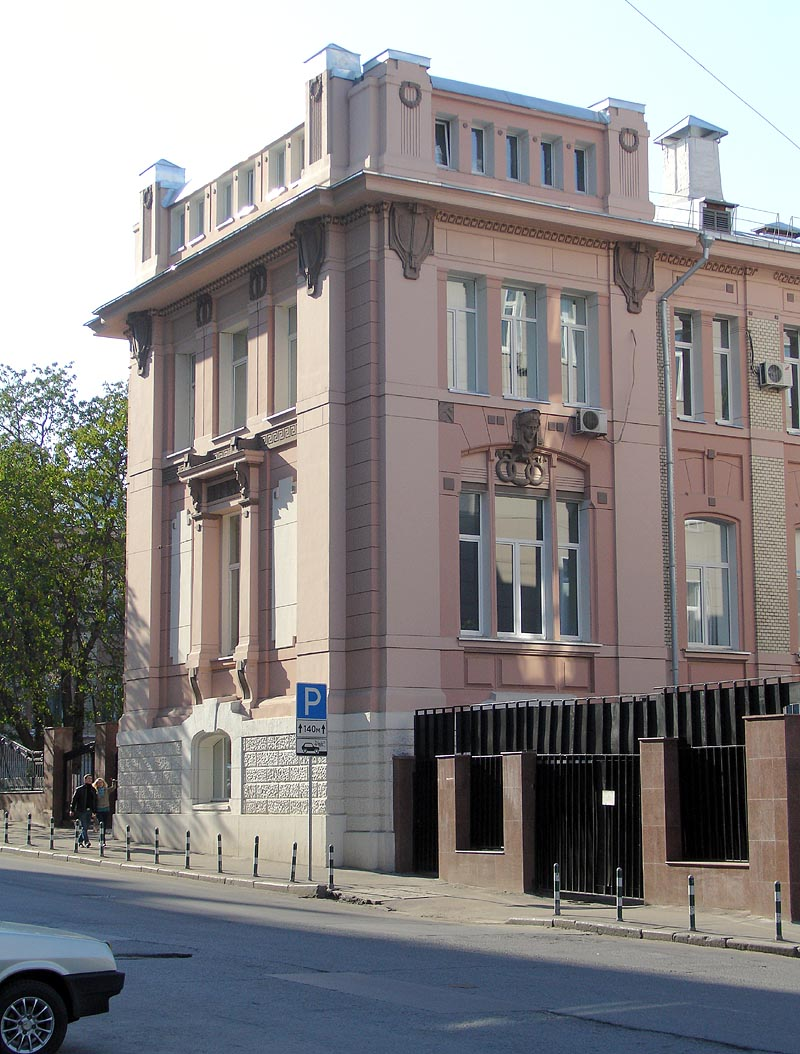
Сберегательная касса в Рахмановском переулке, 1902—1907

Родился в селе Михайловка Павловского уезда Воронежской губернии. Учился в Воронежском реальном училище, затем в 1883 году поступил в Петербургский институт гражданских инженеров, где учился на одном курсе с Виктором Величкиным, Львом Кекушевым и Николаем Марковым, которые также стали известными архитекторами, тогда как большинство выпускников после окончания института выполняли разнообразные инженерные работы. Во время учёбы неоднократно награждался золотыми медалями; окончил институт первым в выпуске с золотой медалью и был записан на мраморную доску института. После окончания ИГИ стажировался за границей, изучал современную архитектуру Германии, Австрии и Швейцарии. Переехав в Москву в 1889 году, два года работал помощником городского архитектора М. К. Геппенера, одновременно состоял сверхштатным техником Строительного отделения Московского губернского правления. Работа на городской заказ ввела Иванова-Шица в круг московских чиновников и благотворителей времён городского головы Н. А. Алексеева. С 1890 года — московский городской архитектор, в 1891 году причислен к Министерству внутренних дел и откомандирован в распоряжение Техническо-строительного комитета. В 1891—1892 годах вновь выехал в заграничную командировку для изучения новейших достижений европейской архитектуры, где познакомился с работами Отто Вагнера. По мнению доктора искусствоведения М. В. Нащокиной, полученный в этой поездке опыт сказался на последующем архитектурном творчестве Иванова-Шица.
Первые работы Иванова-Шица — традиционная поздняя эклектика (Мазуринский приют на Девичьем поле, 1892—1893; ремесленно-техническое училище на Миусской площади, 1893—1903; доходные дома на Рождественке и в Вознесенском переулке, 1895—1896). Стажируется в фирме Л. Н. Кекушева на постройке богадельни имени Н. Н. Геер, строит несколько невыразительных доходных домов. Первая крупная работа Иванова-Шица, в соавторстве с Кекушевым, — проектирование инфраструктуры (станции, депо, мастерские и жилые дома) Вологодско-Архангельской железной дороги (1895—1896). Иванов-Шиц хорошо освоил кекушевский, франко-бельгийский вариант модерна, и впоследствии успешно практиковал его, однако знаменитым его сделал именно венский сецессион — М. В. Нащокина называет Иванова-Шица «одним из самых последовательных интерпретаторов и приверженцев венского сецессиона и, в частности, творческого почерка известного австрийского архитектора Отто Вагнера». В 1905 году возглавил вновь созданный Строительный отдел Московской городской управы.
Жил в Трубниковском переулке, 30, кв. 17.

### Собственный стиль

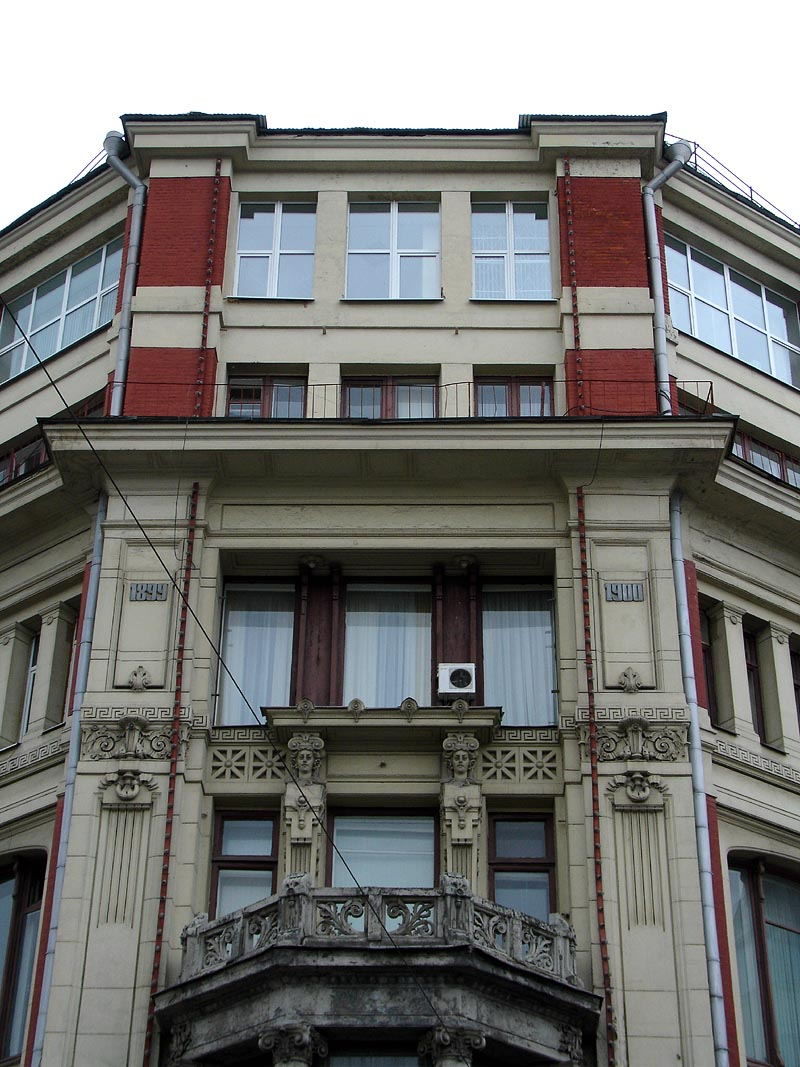
Кузнецкий Мост, 6 (два верхних этажа — надстроены)

Первой «венской» постройкой Иванова-Шица стал доходный дом Хомякова на Кузнецком мосту, 6. Отказавшись от вычурных кривых франко-бельгийского модерна, Иванов-Шиц подчеркнул вертикали здания, использовав комбинацию отделочных материалов — камень, плитку, штукатурку. Угловой дом, впоследствии надстроенный, в 1890-е годы смотрелся вызывающе современно.
Сдержанный венско-греческий стиль Иванова-Шица привлек заказчиков, которые сторонились раннего модерна в силу традиции (банки) или ограниченных средств (благотворители). Он стал особенно востребован после революции 1905 года, когда реакция против роскоши модерна возродила в обществе интерес к классике:
- 1900—1905 Морозовская больница
- 1902—1907 и 1914—1920 Главная Московская сберегательная касса в Рахмановском переулке
- 1903 Родильный приют при Бахрушинской больнице на Стромынке
- 1903—1906 Абрикосовский родильный приют на Миусской площади
- 1903—1904 Введенский народный дом на Введенской площади (в дальнейшем — ДК Московского электролампового завода (МЭЛЗ), Дворец на Яузе; полностью перестроен в 1940-х гг.)
- 1907—1908 Купеческий клуб (театр «Ленком») на Малой Дмитровке
- 1908—1915 Солдатенковская больница (ныне больница имени Боткина)
- 1909 Ночлежный дом в Орликовом переулке
- 1911—1912 Университет имени Л. А. Шанявского на Миусской площади (совместно с А. А. Эйхенвальдом, инженер В. Г. Шухов, управляющий постройкой — А. Н. Соколов)

### Советский период

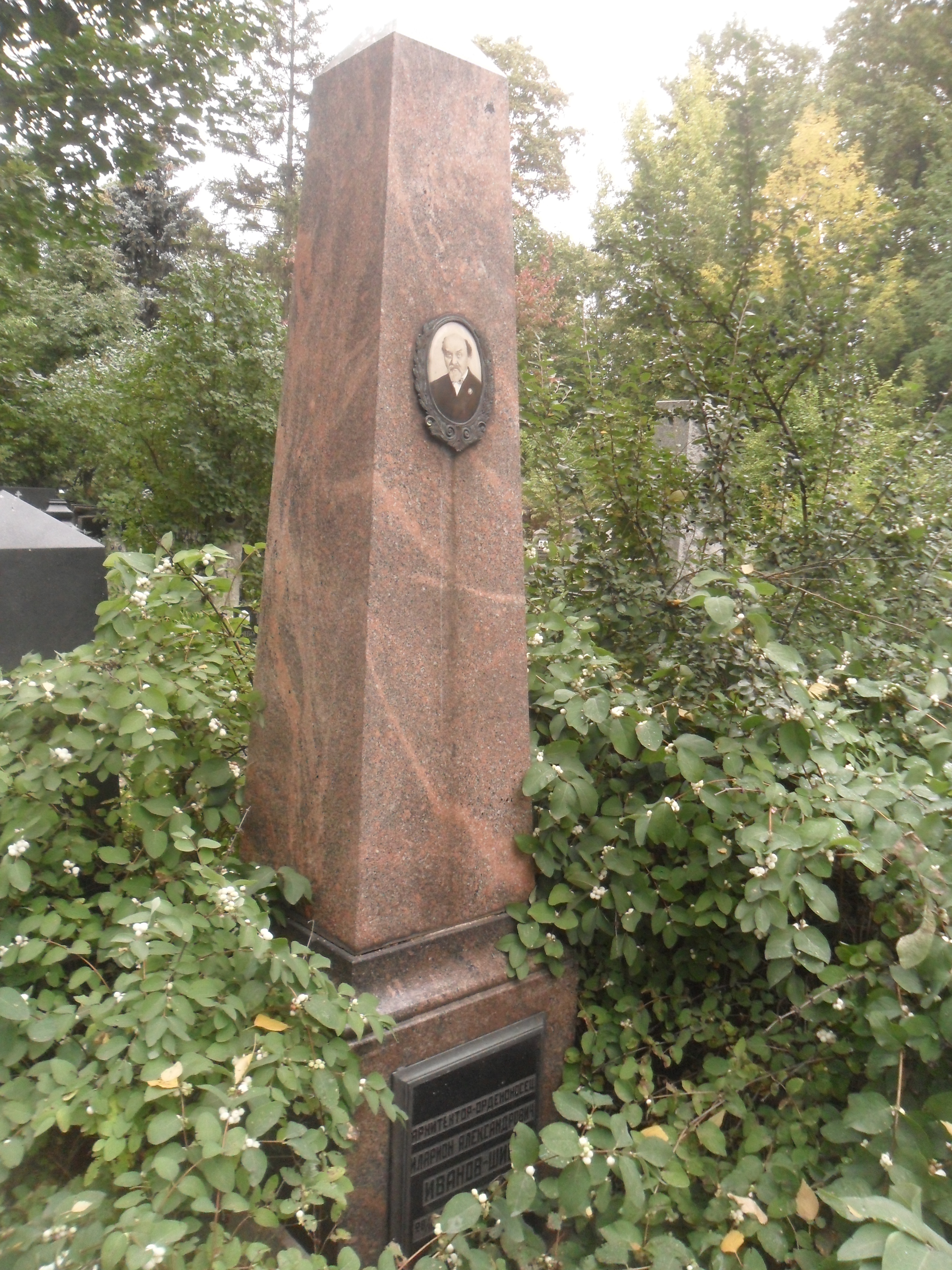
Могила Иванова-Шица на Новодевичьем кладбище Москвы

Вплоть до 1928 года Иванов-Шиц оставался главным архитектором расширявшейся Солдатенковской (Боткинской) больницы, имел стабильную работу во время гражданской войны. В начале 1920-х годов выполнял проекты по надстройке и капремонту жилых домов Наркомфина на Тверском бульваре. В 1929 вернулся в больничные проекты, реконструировал глазную больницу на Садово-Черногрязской улице.
В 1925—1936 годах выполнил и построил ряд санаториев в Сочи, Абастумани, Барвихе. Иванову-Шицу была доверена работа по перестройке исторических залов Большого Кремлёвского дворца под зал заседания Верховного Совета СССР (в конце 1930-x годов вновь перестроен под руководством М. И. Мержанова, в 1990-e перестроено по первоначальному проекту К. А. Тона и Н. И. Чичагова).
И. А. Иванов-Шиц, кавалер ордена Ленина, умер 7 декабря 1937 года и был похоронен на Новодевичьем кладбище в Москве (участок 4, ряд 28, место 10).

## Проекты и постройки
- Доходный дом Хомякова, совместно с В. В. Шервудом (1889, Москва, Тверская улица, 32), не сохранился[Комм 1];
- Особняк Лоевского (1891, Москва, Смоленский бульвар);
- Детский сиротский приют имени Н. С. Мазурина (1892—1895, Москва, Большая Пироговская улица, 13);
- Перестройка жилого дома П. А. Хвощинского (1893, Москва, Маросейка, 9/2, стр. 6), перестроен в 1910 году П. Л. Щетининым[11];
- Доходный дом А. Н. Виноградова (1893, Москва, Софийская набережная, 24/2, стр. 2), перестроен в 1905 году архитектором И. И. Ситниковым[11];
- Ремесленное техническое училище (1893—1903, Москва, Миусская площадь, 9);
- Участие в проектировании богадельни им. И. Н. Геер c Храмом Святого Иосифа Обручника по проекту Л. Н. Кекушева (1894—1899, Москва, Верхняя Красносельская улица, 15), объект культурного наследия регионального значения[11];
- Доходные дома М. В. Пустошкиной (1895, Москва, Вознесенский переулок, 9, стр. 1, 2; 9а), ценный градоформирующий объект[11];
- Дом А. С. Александрова (1895, Москва, Воронцовская улица, 52), не сохранился;
- Перестройка левого флигеля, затем всей городской усадьбы доходный дом А. Н. Прибылова (1895—1896, Москва, Улица Рождественка, 12—14/1 — Варсонофьевский переулок, 1/12—14);
- Проекты гражданских сооружений по Вологодско-Архангельской железной дороге, совместно с Л. Н. Кекушевым (1895—1896);
- Постройки во владении В. В. Шкребова (1896, Москва, Малая Ордынка, 1/9), не сохранились;
- Перестройка типографии А. И. Мамонтова (1896, Москва, Леонтьевский переулок, 5)[11];
- Галерея для членов Английского клуба для наблюдения за Высочайшим въездом в Москву (1896, Москва, Тверская улица, 23), не сохранилась;
- Памятник жертвам катастрофы на Ходынском поле (1896, Москва, Ваганьковское кладбище);
- Дом Ф. П. Рыбкина (1897, Москва, Краснопрудная улица, 20), не сохранился;
- Постройки во владении Н. Д. Банкетова (1897, Москва, Донская улица, 29/9), не сохранились;
- Фабричный корпус во владении В. Гроссе (1897, Москва, улица Жуковского, 14), перестроен в 1911 году П. А. Ушаковым под типографию;
- Проект особняка Н. А. Гольцевой (1898, Москва, Дурнов переулок, 6—8);
- Витрины торгового помещения в доходном доме И. С. Бургардта (1898, Москва, Арбат, 9);
- Особняк Я. А. Полякова с оградой (1898, Москва, Большой Николопесковский переулок, 9), объект культурного наследия регионального значения[11];
- Доходный дом А. С. Хомякова (магазин Мюр-Мерлиз, банк «Г. Волков и сыновья») (1898—1900, Москва, Кузнецкий Мост, 6/3 — Петровка, 3/6, стр. 2);
- Оформление площадки у памятника А. С. Пушкина к 100-летию со дня рождения поэта (1899, Москва);
- Театр Гирша и его перестройка (1899, 1905, Москва, Мерзляковский переулок, 1);
- Участие в постройке дома наследниц Хлудовых по проекту Л. Н. Кекушева) (1900—1900, Москва, Театральный проезд, 4), перестроен;
- Проекты зданий для народных развлечений (трёх типов, с залами на 620 и 830 человек) (1900, Москва);
- Особняк Н. А. Терентьева (1900—1902, Москва, Петровский переулок, 8);
- Городская детская больница им. В. Е. Морозова (терапевтическое, хирургическое отделение, острозаразный корпус и другие здания) (1900—1905, Москва, Четвёртый Добрынинский переулок, 1. стр. 7—13, 15), ценный градоформирующий объект[11];
- Постройки во владении М. П. Геншеля (1901, Москва, Ивановская улица, 14), не сохранились;
- Доходный дом А. С. Хомякова (парикмахерская «Базиль»), совместно с М. К. Геппенером (1902—1903, Москва, Улица Кузнецкий Мост, 6), правая часть;
- Главная Московская сберегательная касса (1902—1907, Москва, Рахмановский переулок, 1/24 — Петровка, 24/1);
- Главная Московская сберегательная касса (1906, Рахмановский переулок, 3)[11];
- Родильный приют при Бахрушинской больнице (1903, 1908, Москва, Стромынка, 1, стр. 5)[11];
- Родильный приют им. А. А. Абрикосовой (1903—1906, Москва, Вторая Миусская улица, 1/10), ценный градоформирующий объект[11];
- Введенский народный дом (1903—1904, Москва, Площадь Журавлёва, 1, стр. 1), полностью перестроен в 1940-х годах архитектором Б. В. Ефимовичем[11];
- Ресторан Крынкина (1903—1904, Москва, Воробьёвы горы), не сохранился;
- Частная женская гимназия А. С. Алфёровой (1904, Москва, Седьмой Ростовский переулок, 21);
- Ресторан Мартьянова («Мартьяныч») в подвалах Верхних торговых рядом (1905, Москва, Красная площадь), не сохранился;
- Постройка во владении Центральной электрической станции (1907, Москва, Садовническая улица, 11);
- Клуб Московского купеческого собрания (1907—1908, Москва, Малая Дмитровка, 6);
- Корпуса здания Центрального банка (1908, Москва, Неглинная улица, 12)[12];
- Комплекс сооружений Городской больницы им. А. К. Солдатенкова (1908—1915, 1923—1926, Москва, Второй Боткинский проезд, 5, стр. 2—3, 5—6, 8—11, 16—17), выявленный объект культурного наследия[11];
- Ночлежный дом (1909, Москва, Орликов переулок, 5), перестроен;
- Амбулаторный корпус Яузской городской больницы, строительством руководил архитектор Ф. А. Когновицкий (1909, Москва, Яузская улица, 11/6 — Николоямская улица, 6/11), объект культурного наследия регионального значения[11];
- Перестройка лицевого корпуса и дворовая пристройка (1909, Москва, Мясницкая улица, 24, левое строение);
- Проекты торговых палаток для московских улиц (1900-е, Москва);
- Здание конторы, приёмного покоя и амбулатории им. Л. И. Тимистера при Старо-Екатерининской больнице (1900-е, Москва, Улица Щепкина, 52);
- Народный университет им. А. Л. Шанявского, совместно с А. А. Эйхенвальдом (1910—1912, Москва, Миусская площадь, 6);
- Конкурсный проект музея 1812 года в Арсенале (1912, Москва, Кремль), 1-я премия; не осуществлён;
- Городская больница для грудных детей (1912, Москва, ?);
- Конкурсный проект здания Московского купеческого собрания, совместно с М. К. Геппенером (1914, Москва), 3-я премия; не осуществлён;
- Государственная сберегательная касса (угловое здание) (1914—1920, Москва, Рахмановский переулок, 1/24 — Петровка, 24/1);
- Жилой дом для служащих и хозяйственные постройки Московской сберегательной кассы (1915, Москва, Рахмановский переулок, 1/24 — Петровка, 24/1, стр. 3—5), ценный градоформирующий объект[11];
- Высшие Женские Курсы (1910-е, Москва, Девичье поле);
- Работы в доходном доме И. И. Воронцовой — И. Г. Евдокимова — З. И. Шориной (?) (конец XIX — начало XX вв., Москва, Кузнецкий мост, 7/6/9 — Петровка, 6/7/9 — Рождественка, 9/7/6), объект культурного наследия регионального значения[11];
- Работы в городская усадьба О. И. Бове — Н. А. Терентьева (?) (конец XIX — начало XX вв., Москва, Петровский переулок, 8, стр. 1, 2), объект культурного наследия регионального значения[11];
- Достройка и ремонт дома для общежития Народного Комиссариата Финансов (1922—1927, Москва, Тверской бульвар, 12);
- Санаторий Санаторного управления (1925, Абастумани);
- Хирургический корпус 2-й Градской больницы, совместно с Ф. А. Ганешиным (1927, Москва, Ленинский проспект, 10, корп. 12), выявленный объект культурного наследия[11];
- Хирургический корпус НИИ глазных болезней им. Г. Гельмгольца (1929, Москва, Садовая-Черногрязская улица, 14/19 — Фурманный переулок, 19/14);
- Зал Верховного Совета СССР в Большом Кремлёвском дворце (1930-е, Москва, Московский Кремль);
- Санаторий (1933—1935, Барвиха);
- Перестройка жилого дома (1935, Москва, Большой Афанасьевский переулок, 31)[11];
- Дом Наркомздрава (1936—1937, Барвиха);
- Столовая и колоннада в санатории имени Цюрупы (1936—1937, Сочи);
- Проект реконструкции Боткинской больницы (1936—1937, Москва);
- Проект нейрохирургического института имени Бурденко (1936—1937, Москва);
- Педагогический техникум имени Тимирязева, совместно с И. В. Гофманом-Пылаевым (1930-е, Москва, Песчаная улица, 7), объект культурного наследия регионального значения[11].

## Галерея

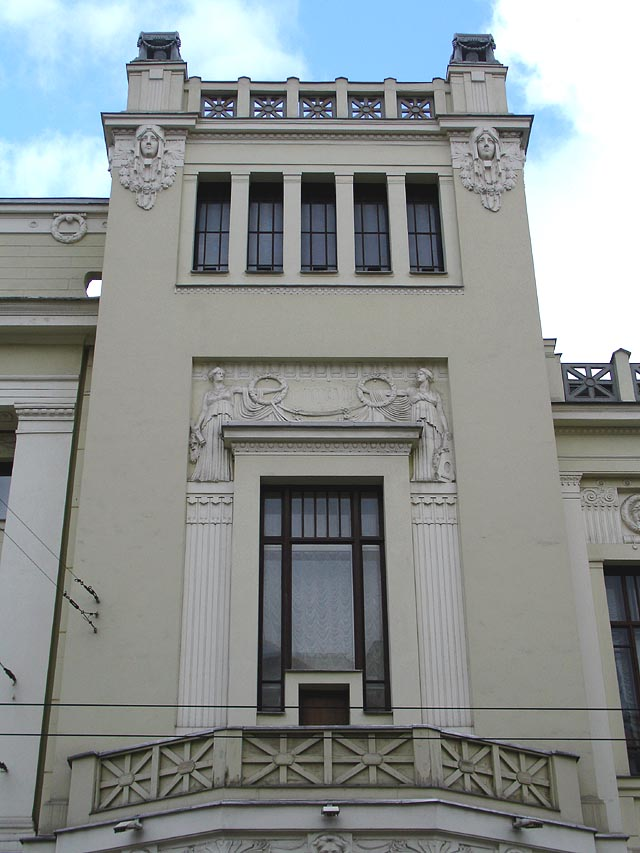
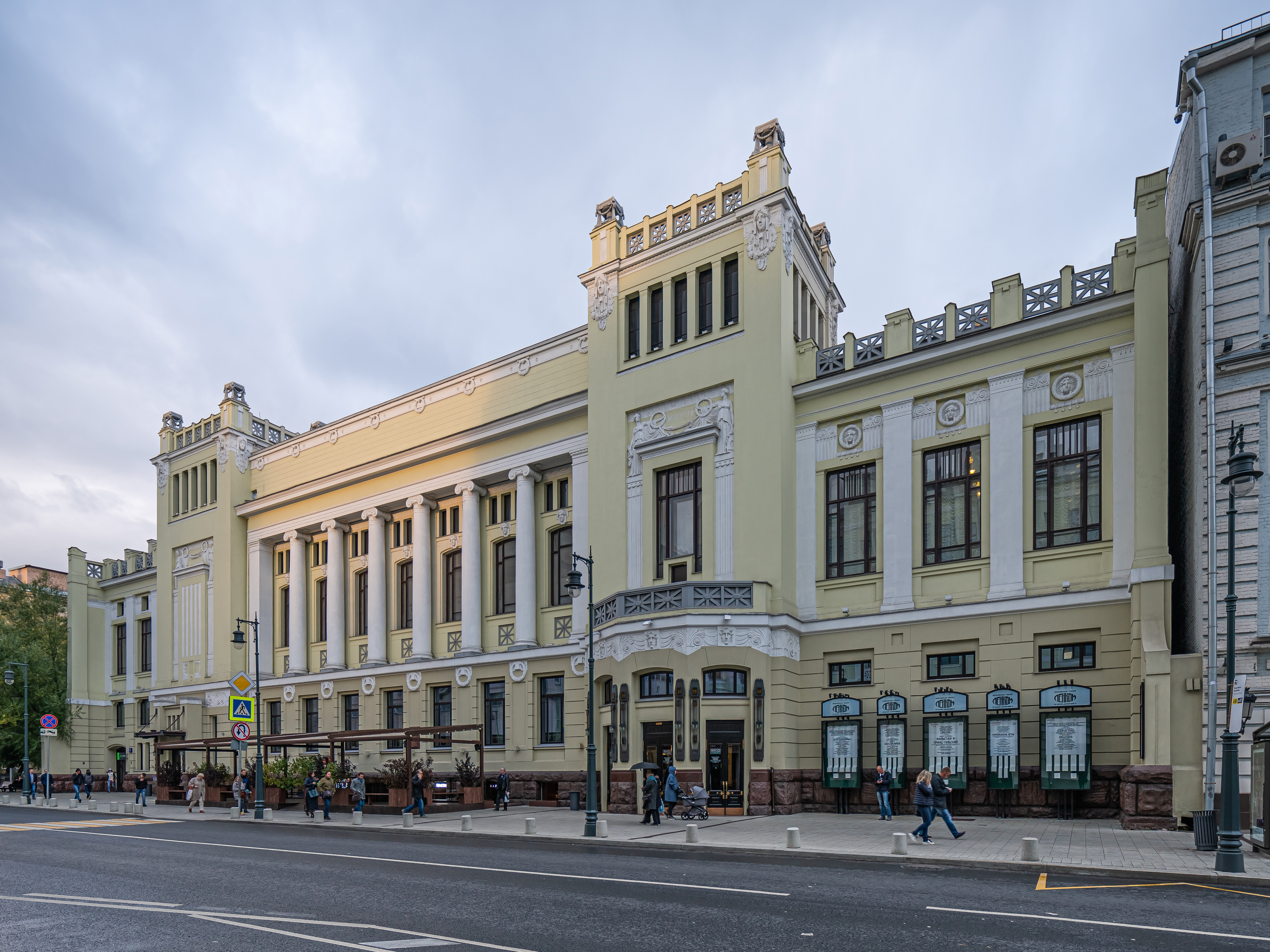
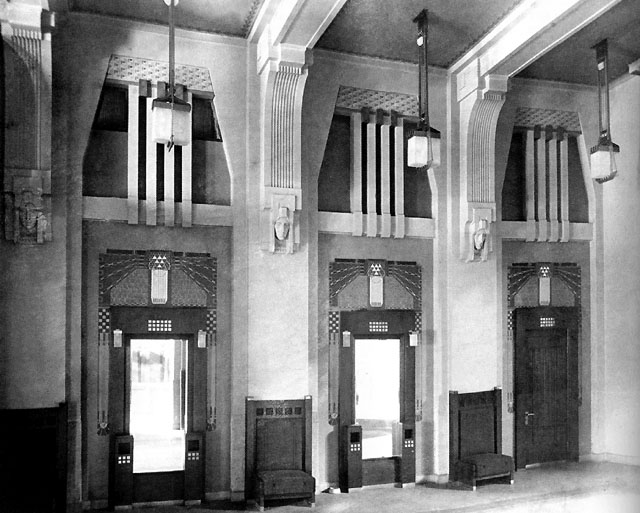
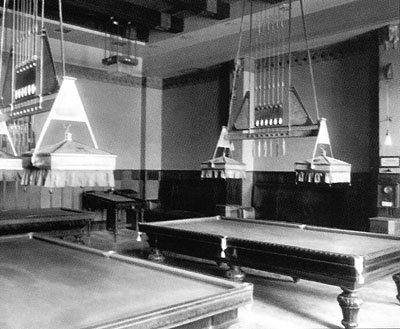

Театр «Ленком»
Учебные заведения и больницы

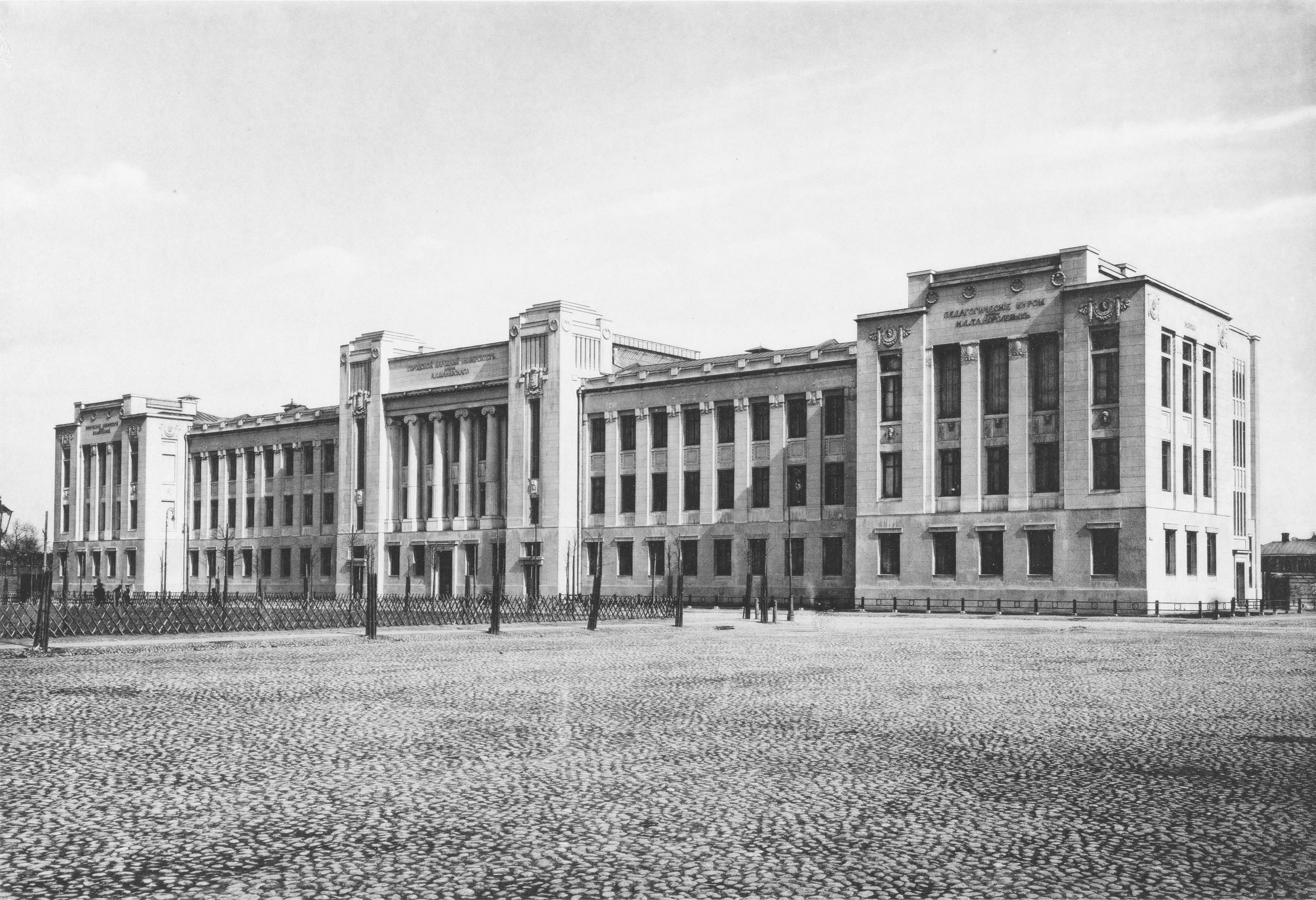
Университет Шанявского
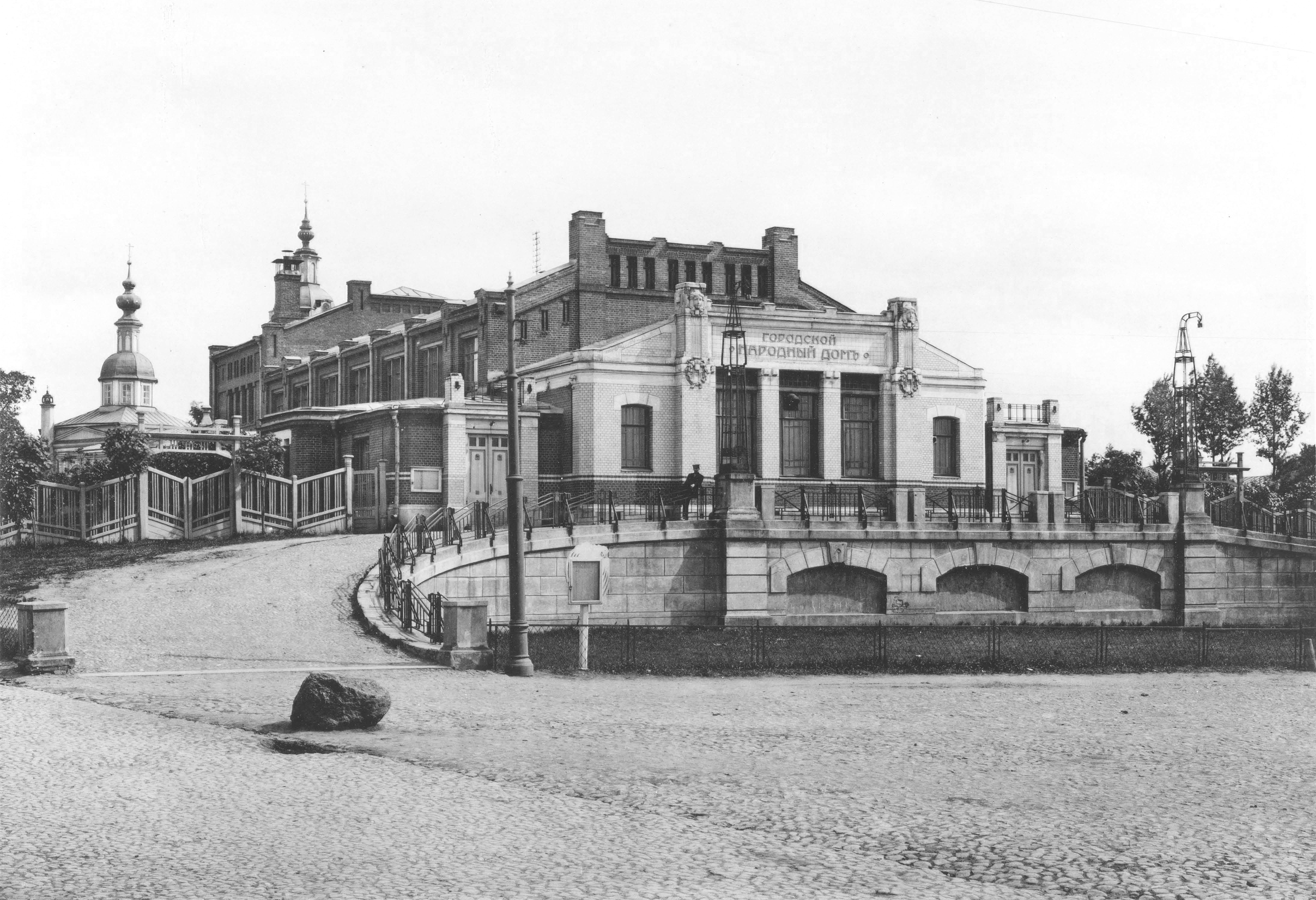
Введенский народный дом
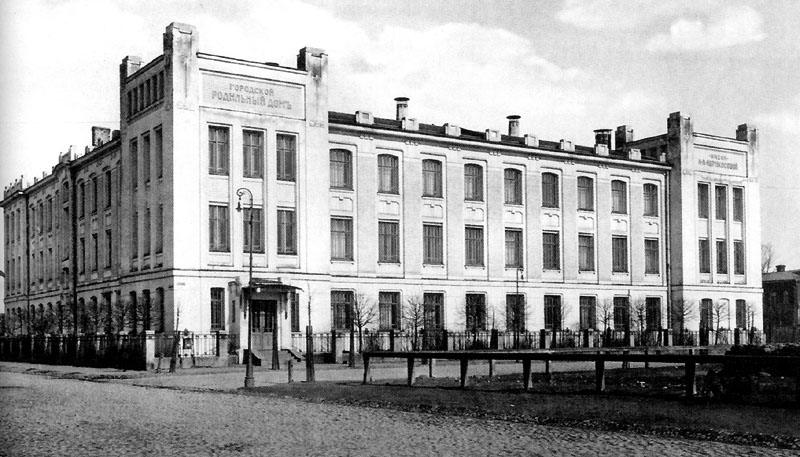
Абрикосовский родильный приют
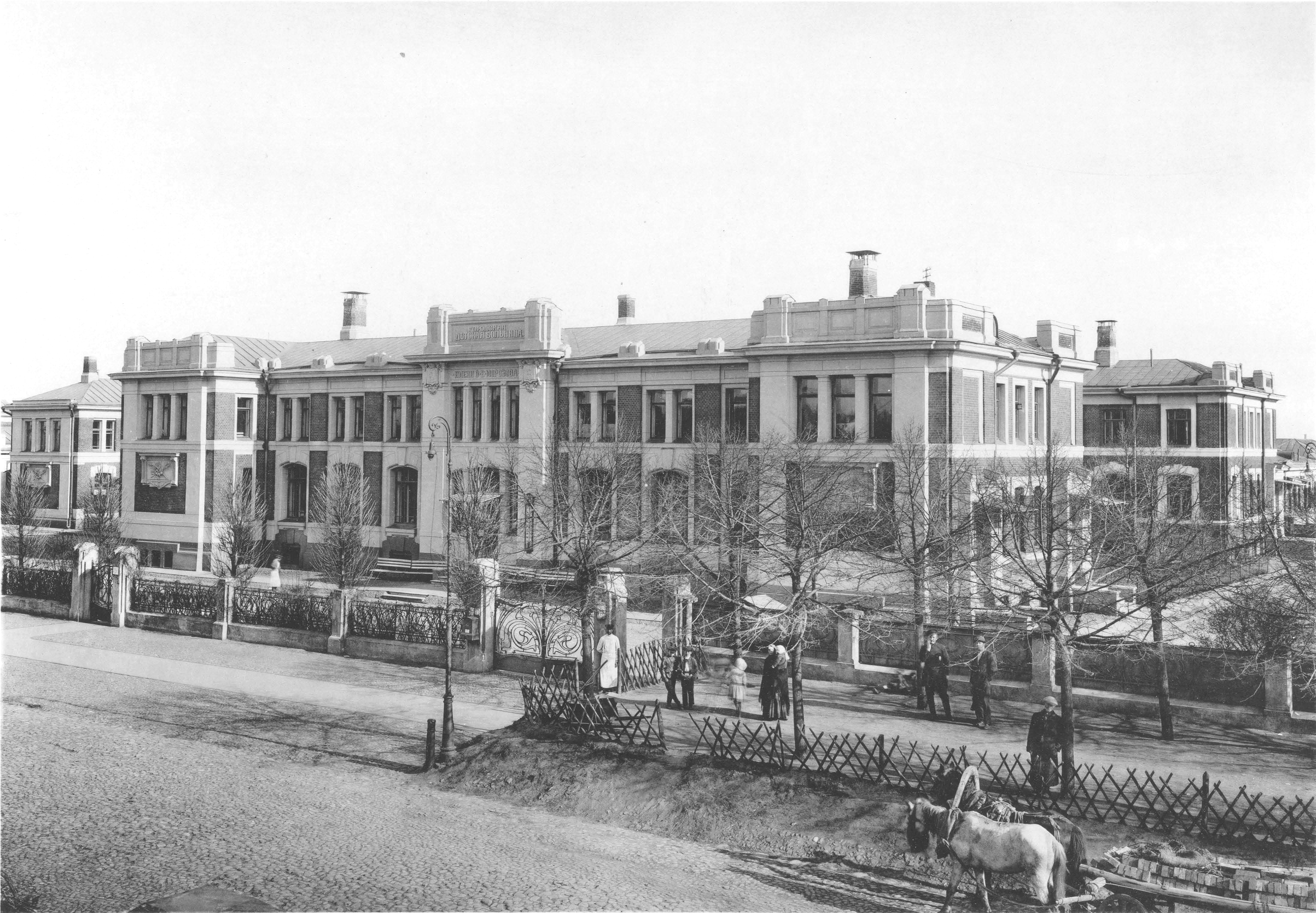
Морозовская больница

## Комментарии
1. ↑  Здесь и далее проекты и постройки даны по М. В. Нащокиной, с необходимыми дополнениями и уточнениями.